# قانون (ساز)
قانون یک ساز زهی است متعلق به خانوادهٔ قدیمی سیتار (Cythare)، که در سده‌های میانه تحت عنوان Canon یا miocanon به اروپا برده شد. این ساز دارای یک جعبهٔ چوبی به شکل ذوزنقه‌ است که به وسیلهٔ دو انگشت سبابه و دو مضراب (که میان حلقه‌ای که به انگشت کرده‌اند و خود انگشت قرار می‌گیرند) نواخته می‌شود.

## ویژگی
در بخش‌های سازشناسی متون کهن موسیقی به‌ سازی سه گوش، بیرون ساعد، با سطحی مجرد تنها، دارای هفتاد و دو وتر آن یک کوک می‌گرفته با تاری از ابریشم و گاه از روده و گاه از مفتول سیم اشاره شده که همانند چنگ نواخته می‌شده‌است.
قانون از سازهایی است که از کهن در موسیقی ایرانی به کار می‌رفته و توانایی بیان گوشه‌های موسیقی ایرانی را دارد؛ ولی مدت مدیدی است که در ایران ناشناخته مانده، در حالی که در کشورهای همجوار سال‌ها است که از این ساز استفاده شده‌است. کمابیش از نیم قرن پیش تا کنون، موسیقی‌دانان ایرانی به اجرای این ساز روی آورده‌اند. 

## ریشه‌شناسی نام
نام ساز از واژهٔ یونانی Kanon گرفته شده، که در آن زبان به مفهوم «قانون، قاعده» است. دربارهٔ مفهوم واژهٔ «قانون» (و در زبان‌های اروپایی :kanon-kanun-kanon)، در پایین به مهم‌ترین آن‌ها اشاره می‌شود:
1. canon (قانون) و قاعده‌ای که، به ویژه بر حسب احکام شرعی کلیسای مسیحیت و منابع انجیلی وضع شده باشد.
2. canon آثار نبوغ‌آمیز و برجسته یک خلاق هنری
3. کانن شکلی از یک قطعه موسیقی، ساخته شده تحت قواعد پیچیده‌ای که یک بخش ملودی بتواند پس از پاسی از زمان، به فاصله همصدا، اکتاو، یا فاصله‌های جز آن، توسط بخش‌های دیگر تقلید شود.
4. در موسیقی یونان قدیم، kanon نام مونوکورد است و اینک برای نشان دادن «قانون»های فیزیک صوت در آزمایشگاه‌ها مورد استفاده قرار می‌گیرد.
5. یک «پسالتری» (psaltery) نوعی ساز که توسط اروپایی‌ها از شرق گرفته شده و مشتق از کلمه «قانون» (qanun) عربی است. این کلمه و نه الزاماً ساز از ریشه kanon یونانی آمده‌است. در حجاری ستون‌های کلیسای جامع سانتیاگو، می‌توان ساز canon,mezzo canon قانون متوسط را مشاهده کرد.
6. (qanun) Kanun نام عربی برای‌سازی شبیه به پسالتری به شکل ذوزنقه و با تعداد زیادی سیم است (۶۴ سیم در قرن ۱۴). این کلمه در یونان قدیم (به این شکل Kanon) به معنای مونوکورد به کار می‌رفته و آن دستگاهی است که در آزمایشگاه صوت‌شناسی مورد استفاده قرار می‌گرفته‌است. نام قانون در اوایل سدهٔ دهم میلادی در کتاب شب‌های عرب آمده‌است. این ساز بعدها به اروپا برده شد (احتمالاً در قرن یازدهم).

## پیشینه
برخی اختراع این ساز را به افلاطون نسبت می‌دهند و عده‌ای بر این باور اند که مخترع این ساز فارابی است و برخی دیگر می‌گویند منشأ آن خراسان بوده و در قرن سیزدهم میلادی در موصل پیدا شده، هر چند هیچ‌یک از این نظردهندگان دلیل بر ادعای خود ندارند. واقعیت این است که در فرهنگ کلاسیک شرق، ردی از سازهای خانوادهٔ سیتار پیدا نشده و سرچشمهٔ قانون نیز، مانند سرچشمهٔ بسیاری از سازهای دیگر، تاریک مانده‌است. آنچه بیش‌تر محتمل می‌رسد این که قانون از سرزمین‌های خاور نزدیک به اروپا رسیده و در کشورهای اروپایی با مکانیزه کردن آن، بزرگ‌ترین ساز کلاویه‌دار سیمی را ساخته و پرداخته‌اند.
قانون را باید سازی از اوایل اسلام دانست. ترک‌ها، زمانی چند این ساز را فراموش کرده بودند، اما از زمان محمود دوم (۱۸۹۹–۱۸۰۸)، عمر افندی، آن را از شام به ترکیه آورد و به سرعت میان مردم رواج یافت.
فارابی این ساز را هزار سال پیش، به صورت ۴۵ سیمی اختراع و در کتاب خود «کتاب موسیقی کبیر» بیان کرده‌است. صفی‌الدین آن را «نزهه» نامیده‌است. امروزه در سراسر آفریقا و آسیا، ساز قانون از ردهٔ سازهای سنتی و هنری اعراب به‌شمار می‌رود.

## ساختمان ساز
سیم‌های ساز، به تعداد ۷۲=۳×۲۴، به فواصل دیاتونیک کوک می‌شوند، برای تأمین تغییرهای کوچک کافی است جهت «کلید»های کوچکی را که برای هر صدا پس از گوشی کوک تعبیه شده، تغییر دهیم. قانون به مثابه همراهی‌کنندهٔ آواز کمتر به کار می‌رود، ولی در شرکت با ارکستر، به همان خوبی عود صدا دهندگی دارد.
قانون‌سازان مصری را می‌توان از صدها سال پیش، یکی از بهترین سازندگان آن معرفی کرد.
از لحاظ دسته‌بندی سازها قانون جزء سازهای زهی مضرابی از آلات مطلق است و تعداد سیم‌های آن در مجموع، از ۶۳ تا ۸۴ متغیر است. قانون معمول در ترکیه دارای ۷۲ سیم است. سیم‌ها از رودهٔ گوسفند یا نوعی نایلون ساخته شده، که به دور گوشی‌هایی که وضع ستونی دارند، پیچیده می‌شوند. وسیلهٔ نواختن، مضرابی است که توسط انگشتانه به انگشت سبابه می‌کنند. هر سه سیم قانون هم صدا کوک شده و یک صوت از آن‌ها بر می‌آید، از این رو از قانون ۷۲ سیمی، تنها می‌توان ۲۴ صوت به دست آورد. قانون مصری ۷۸ سیمی و ۲۶ صوتی است.
سطح فوقانی قانون متشکل از پوششی چوبی، به شکل ذوزنقه‌ است که سمت راست نوازنده، قسمتی کم و بیش باریک آزاد است که به پنج خانهٔ چهار گوش (طی ارتفاع ساز) تقسیم شده، روی آن پوست می‌کشند. ضلع سمت راست (به طول تقریبی ۴۰ سانتیمتر) قائم به هر دو مبلغ موازی پیش گفته‌است و ضلع سمت چپ اضلاع موازی را به‌طور مورب قطع می‌کند. گاه چهار تکهٔ جداگانه یا یک تکه، روی پوست خرک نصب می‌شود که به پنج پایه در زیر پوست تکیه می‌کند. در طرف چپ نوازنده ۲۶ گوشی سه تایی به‌طور عمودی، و ۱۵۶ کلید تغییر دهندهٔ کوچک مسی، یا از فلزی دیگر، قرار دارند. به این ترتیب، بر روی هر سه سیم هم‌صدا، ۱۶ کلید، در محلی که سیم‌ها به گوشی‌ها می‌رسند، مورد استفاده قرار می‌گیرد. با این کلیدها صدای ساز در هر سه سیم جداگانه، اندکی به دلخواه زیر و بم می‌شود، اما تنظیم کوک به وسیلهٔ گوشی‌ها صورت می‌گیرد. هر گاه نوازنده بخواهد در مقامی دیگر بنوازد، با دست چپ کلیدها را بالا یا پایین می‌برد و در همین حال با دست راست روی سیم‌ها می‌نوازد.

## اجزای تشکیل دهندهٔ ساز قانون
1. جعبهٔ ذوزنقه شکل ساخته شده از چوب
2. پرده گردان: کلیدهای کوچک و متحرک که در سمت چپ ساز بعد از شیطانک نصب شده و باعث تغییر صدا می‌شود.
3. شیطانک
4. محل گرهِ سیم‌ها
5. سیم‌ها (هر سه سیم با یکدیگر هم‌صدا کوک می‌شوند).
6. گوشی
7. خرک
8. پایهٔ خرک
9. شبکه‌های صوتی
10. صفحهٔ رو
11. صفحهٔ زیر
12. ضلع کوچک
13. ضلع بزرگ
14. پوست
15. حلقه‌های مضراب
16. مضراب
17. کلید کوک

## شیوهٔ نواختن
تک‌‌نواز (سولیست) قانون، هرگاه با ارکستر همراهی می‌شود، در ردیف اول نوازندگان می‌نشیند و اگر در نقش همراهی با تک‌سرا اجرا کند، روبروی او قرار می‌گیرد که در این حالت نقش رهبر تک‌سرا را ایفا می‌کند.
برای نواختن ساز، آن را باید روی زانوها، یا روی میز قرار داد. نوازندهٔ قانون در حالیکه روی صندلی نشسته‌است، ساز را در هنگام نوازندگی روی زانوی خود می‌گذارد (تا ۵۰ سال پیش، ساز خیلی پایین‌تر از بدن نوازنده قرار می‌گرفت).
نوازنده دو دست خود را به فاصلهٔ یک اکتاو روی ساز می‌گذارد و دست چپ اندکی دیرتر از دست راست به سیم زخمه می‌زند، در این حالت صوتی دو صدایی، و همنام به فاصلهٔ اکتاو از ساز شنیده می‌شود.

### طریقه نشستن
برای نواختن قانون، آن را روی میزی که تا اندازه‌ای به طرف نوازنده شیب داشته و با وضع نشستن متناسب باشد قرار داده، نوازنده مقابل آن می‌نشیند به‌طوری‌که قاعدهٔ بلند جعبه (که سیم‌های ضخیم دارد) در پایین و نزدیک به نوازنده قرار گیرد. میز از صندلی نوازنده کمی بلندتر (و بهتر است زیر آن خالی) باشد، به‌طوری‌که در حالت نوازندگی اعضاء بدن به شکل زیر قرار گیرد:
1. ساعد با بازو یک زاویهٔ قائمه تشکیل دهد.
2. پشت، کاملاً صاف باشد و به طرف جلو خم نشود.
3. آرنج‌ها بیرون از بدن قرار نگیرد.
4. دست‌ها روی سیم‌ها تکیه نکند.
5. هر دو دست از شانه‌ها در حالت نواختن آزاد باشد. (به دست فشاری وارد نشود) گاه ممکن است بنا به ضرورت مجبور به قرار دادن قانون بر روی پا باشیم. در این شرایط یک پا را بر روی پای دیگر انداخته و ساز را روی پا قرار می‌دهیم. حتی می‌توان روی زمین (به اصطلاح عامیانه چهار زانو) نشست و ساز را روی پاها قرار داد.

برای نواختن ساز قانون معمولاً دو طریقه به‌کار برده می‌شود:
۱- دست‌ها در دو طرف: هنگام اجرای ساز، دست راست به موازات پوست قانون (در قسمتی که پوست به چوب می‌چسبد) و دست چپ در سمت چپ ساز به موازات پرده گردان‌ها و به‌طور مایل حرکت کند. به این ترتیب دست‌ها در دو طرف ساز قرار می‌گیرند.

### زخمه یا مضراب
عبارت است از دو حلقهٔ فلزی که از جنس نقره، ورشو، برنج و… که به‌طور پهن و مدور (به اندازهٔ بند دوم انگشت اشاره) ساخته شده باشد. مضراب‌هایی که داخل حلقه قرار می‌گیرد از شاخ گاو، گوزن، بز کوهی و… ساخته شده‌است. حلقه‌ها را در انگشت اشاره (بند دوم) قرار داده و مضراب را به طرف داخل دست، میان حلقه و انگشت جای می‌دهیم. اندازهٔ مضراب ساخته شده باید از نوک انگشت اشاره کمی بلندتر باشد و از زیر بند دوم انگشت، پایین‌تر نیاید.
طریقه مضراب زدن: ابتدا روی یکی از سیم‌ها به وسیلهٔ دست راست یا چپ ضربه‌ای زده می‌شود. (موقع مضراب زدن انگشت‌های اشاره باید از بند آخر خم شود) به‌طوری‌که وقتی مضراب سیم را لمس کرد صدایی که از آن برمی‌خیزد صاف و شفاف باشد و این در صورتی امکان‌پذیر است که هر سه سیم هم‌صدا در یک لحظه و هم‌زمان به صدا درآیند.
برای انتقال نیرو به مضراب در یادگیری مراحل اولیه، و هنگام مضراب زدن با دست راست و چپ باید انگشتی که مضراب در آن جای دارد انگشت شست را لمس کند. این عمل برای قوی شدن انگشت و مضراب مؤثر است، که باید آن را در تمرین‌های اولیه آموخت. در تمرین‌های مربوط به مراحل بالاتر که اجرای ساز رفته رفته سریع‌تر شده و حالت‌های گوناگون به آن داده می‌شود، دیگر نیازی به تماس انگشت اشاره با شست نیست. در هنگام مضراب زدن انگشت شست زیر انگشت اشاره قرار می‌گیرد. سایر انگشتان (سه انگشت دیگر) نه باید جمع و نه باز باشد (به حالت برداشتن مدادی که به‌طور افقی در جایی قرار دارد).

## وسعت ساز قانون در کشورهای مختلف
ساز قانون در کشورهای مختلف (مانند مصر، ترکیه، ارمنستان و شوروی، ایران و…) به اندازه‌ها و با وسعت‌های متفاوت ساخته شده‌است و بدین جهت تعیین یک وسعت واحد برای ساز قانون مقدور نیست.
قانون‌های (مصری) ۲۶ صدایی
قانون‌های (ترکیه) ۲۴ و ۲۵ صدایی
قانون‌های (ارمنی) ۲۲ صدایی
قانون‌های (ایرانی) ۲۷ صدایی